# Werner Hunnius
Werner Hunnius (* 26. Januar 1929 in Hildburghausen/Thüringen; † 3. August 1983 in München) war ein deutscher Pflanzenbauwissenschaftler. Er wirkte an der Bayerischen Landesanstalt für Bodenkultur und Pflanzenbau in Weihenstephan und galt als herausragender Experte für alle Bereiche der Kartoffelforschung.

## Beruflicher Werdegang
Werner Hunnius besuchte bis 1947 die Oberschule in Hildburghausen und absolvierte nach dem Abitur eine zweijährige landwirtschaftliche Lehre auf bayerischen Gutsbetrieben. Von 1949 bis 1952 studierte er Landwirtschaft an der Technischen Hochschule München-Weihenstephan. Nach der Prüfung zum Diplomlandwirt arbeitete er als wissenschaftlicher Assistent am dortigen Institut für Bodenkunde und Tierernährung und promovierte 1954 mit der Dissertation "Die Auswirkungen verschiedener physiologischer Düngung auf einige Faktoren der Bodenfruchtbarkeit ".
1957 trat Hunnius als wissenschaftlicher Mitarbeiter in die Bayerische Landessaatzuchtanstalt Weihenstephan ein. 1964 wurde ihm die Leitung des Sachgebietes "Kartoffeln" dieser Anstalt, die 1972 in Bayerische Landesanstalt für Bodenkultur und Pflanzenbau umbenannt wurde, übertragen. Von 1979 bis zu seinem frühen Tod leitete er deren Abteilung für Pflanzenschutz.

## Forschungsleistungen
Hunnius war ein anerkannter Fachmann in allen Bereichen der Kartoffelforschung. In den ersten Jahren seiner Tätigkeit bei der Bayerischen Landessaatzuchtanstalt Weihenstephan erarbeitete er sich im Referat "Kartoffeln" die Grundlagen über die wissenschaftlichen und praktischen Probleme im Kartoffelanbau. Ab 1965, als Leiter des Sachgebietes "Kartoffeln", führte er
vielseitige Feldversuche durch. Die Anbautechnik, Probleme der Düngung, Einflüsse der Witterung auf Knollenerträge, Stärke- und Eiweißgehalt, Fragen der Virusübertragung sowie im Zusammenhang damit der Pflanzguterzeugung standen hierbei im Mittelpunkt.
Die Ergebnisse seiner Forschungsarbeiten publizierte Hunnius vor allem in der Zeitschrift "Der Kartoffelbau", in der "Zeitschrift für Acker- und Pflanzenbau", im "Bayerischen Landwirtschaftlichen Jahrbuch", in den "Kali-Briefen", sowie in der internationalen Fachzeitschrift "Potato Research". Sein profundes Fachwissen mit allen Aspekten der modernen Kartoffelproduktion hat er in dem 1971 erschienenen Buch "Verwertungsgerechter Kartoffelbau" zusammengefasst.
1976 hat sich Hunnius an der Technischen Universität München-Weihenstephan mit der Schrift "Zum Problem der Interferenzen zwischen verschiedenen Virusarten der Kartoffel" habilitiert und die Venia legendi für das Fach Pflanzenbau erhalten. Ab 1981 hielt er in Weihenstephan Vorlesungen über "Pflanzliche Viruskrankheiten".
Hunnius war von 1973 bis 1983 Vorsitzender des Ausschusses für Kartoffelzüchtung und Pflanzguterzeugung der Deutschen Landwirtschafts-Gesellschaft und ab 1978 Mitglied im Beirat der Bundesforschungsanstalt für Getreide- und Kartoffelverarbeitung Detmold. Durch seine Fachkompetenz auf dem Gebiet der Kartoffelforschung wurde er auch in mehrere internationale Organisationen berufen. Von 1978 bis 1981 war er Präsident der Europäischen Gesellschaft für Kartoffelforschung. Die Deutsche Landwirtschafts-Gesellschaft verlieh ihm 1981 die Max-Eyth-Denkmünze in Silber.

## Publikationen (Auswahl)
- Die Auswirkungen verschiedener physiologischer Düngung auf einige Faktoren der Bodenfruchtbarkeit. Diss. Fak. für Landw. Techn. Hochsch. München 1954. Maschinenschrift.
- Bruno Arenz und Werner Hunnius: Grundlagen und Technik des Pflanzkartoffelbaus. Bayerischer Landwirtschafts-Verlag München 1959.
- Verwertungsgerechter Kartoffelbau. DLG-Verlag Frankfurt am Main 1971.
- Entwicklung des Stärkegehaltes bei der Abreife der Kartoffeln. In: Zeitschrift für Acker- und Pflanzenbau Bd. 139, 1974, S. 97–110.
- Qualitätsbeeinflussende Faktoren in der Pflanzkartoffelerzeugung. In: Potato Research Bd. 17, 1974, S. 466–489.
- Stellung und Entwicklungstendenzen des Kartoffelbaus in der Bundesrepublik Deutschland. In: Kali-Briefe (Büntehof) Bd. 12, 1975, Fachgebiet 3.
- Der Eiweißgehalt der Kartoffel in Abhängigkeit von Sorte und Umwelt. In: Kali-Briefe (Büntehof) Bd. 13, 1976, Fachgebiet 11.
- Zum Problem der Interferenzen zwischen verschiedenen Virusarten der Kartoffel. Habil.-Schr. Techn. Univ. München 1976.